# Synapseudes intumescens
Synapseudes intumescens is een naaldkreeftjessoort uit de familie van de Metapseudidae. De wetenschappelijke naam van de soort is voor het eerst geldig gepubliceerd in 1949 door Menzies.